# Wielki Szyszak
Wielki Szyszak (czes. Vysoké kolo, niem. Hohe Rand, Hohe Rad lub Hohes Rad, 1509 m n.p.m.) – czwarty pod względem wysokości szczyt Karkonoszy i całych Sudetów, a drugi szczyt polskich Karkonoszy, położony w zachodniej części Śląskiego Grzbietu.
Dawna nazwa tego szczytu to "Wielkie Koło", natomiast nazwę "Wielki Szyszak" nosił sąsiedni szczyt, nazywający się obecnie "Śmielec". Zmiana nazwy nastąpiła zaraz po wojnie podczas opisywania niemieckich map kartograficznych. Nazwy czeskie i niemieckie obu szczytów pozostały niezmienione.
Przez wierzchołek przebiega granica Polski z Czechami. Jest ona równocześnie granicą administracyjną miasta Piechowice.
Zbudowany jest z granitu karkonoskiego (jest to najwyższy granitowy szczyt Karkonoszy), pokryty gołoborzem, a na jego wierzchołek (omijany przez Główny Szlak Sudecki) – od wschodniej strony – można wejść po drodze składającej się z kamiennych płyt, która została ufundowana w XIX wieku przez ród Schaffgotschów. Kilka lat po zjednoczeniu niemieckich krajów (w 1888 roku) ustawiono na szczycie kamienną piramidę z wyrytą literą W oraz posąg orła, jest to pomnik Wilhelma I – cesarza Niemiec.
Szczyt Wielkiego Szyszaka jest objęty ścisłą ochroną, a na wierzchołek nie prowadzi żaden znakowany szlak turystyczny. Wbrew obiegowym opiniom publikowanym w internecie, przez szczyt nie biegnie zimowa wersja trasy granią Karkonoszy (gdy trawers północną stroną Wielkiego Szyszaka jest zamknięty). Wersja zimowa szlaku oznakowana tyczkami omija szczyt od południowej (czeskiej) strony i nie jest dostępna w innych porach roku. Poza okresem zimowym szlak omija szczyt od północnej (polskiej) strony. 
Szczyt położony jest na obszarze Karkonoskiego Parku Narodowego oraz czeskiego Karkonoskiego Parku Narodowego (czes. Krkonošský národní park, KRNAP).

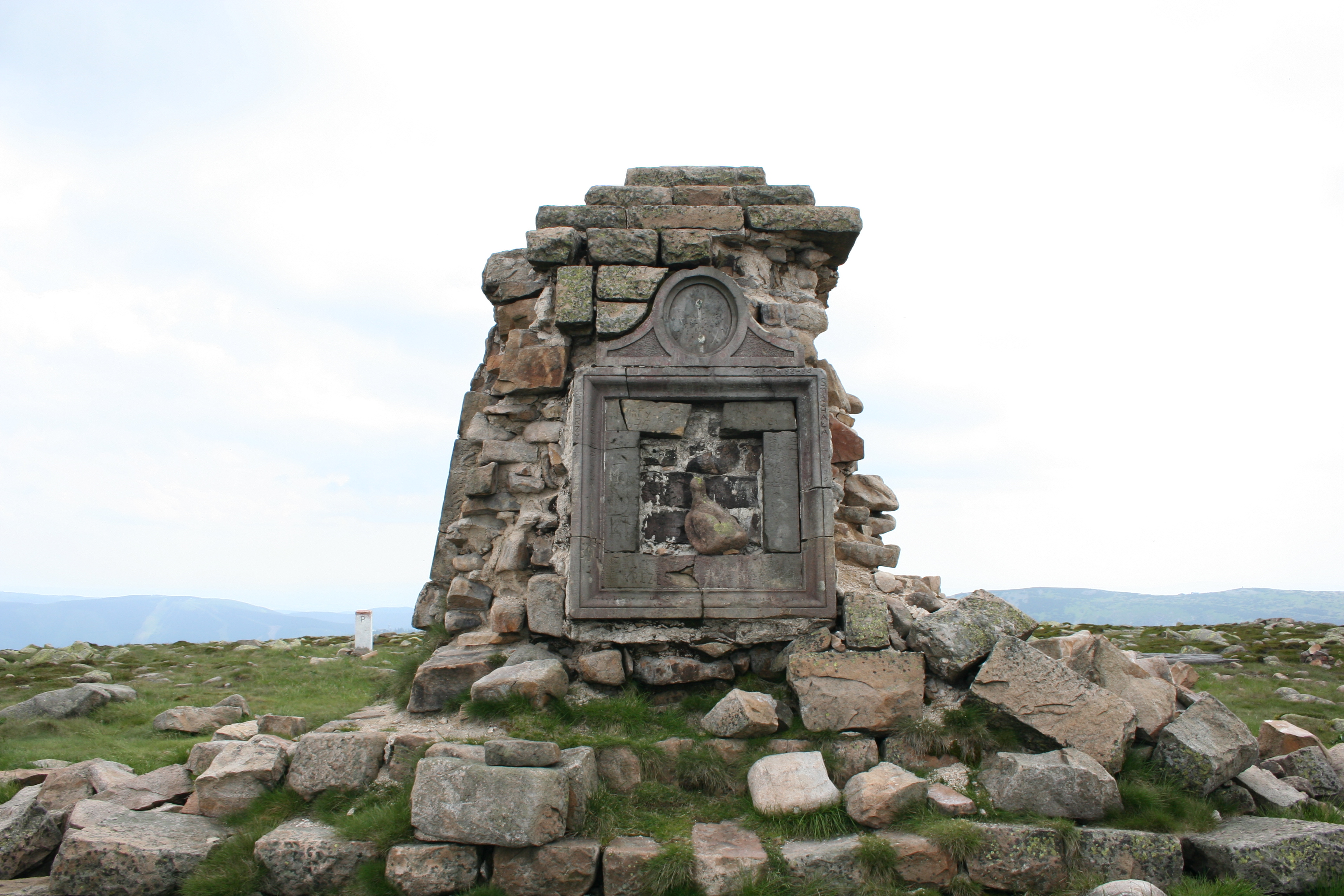
Ruiny pomnika Wilhelma I
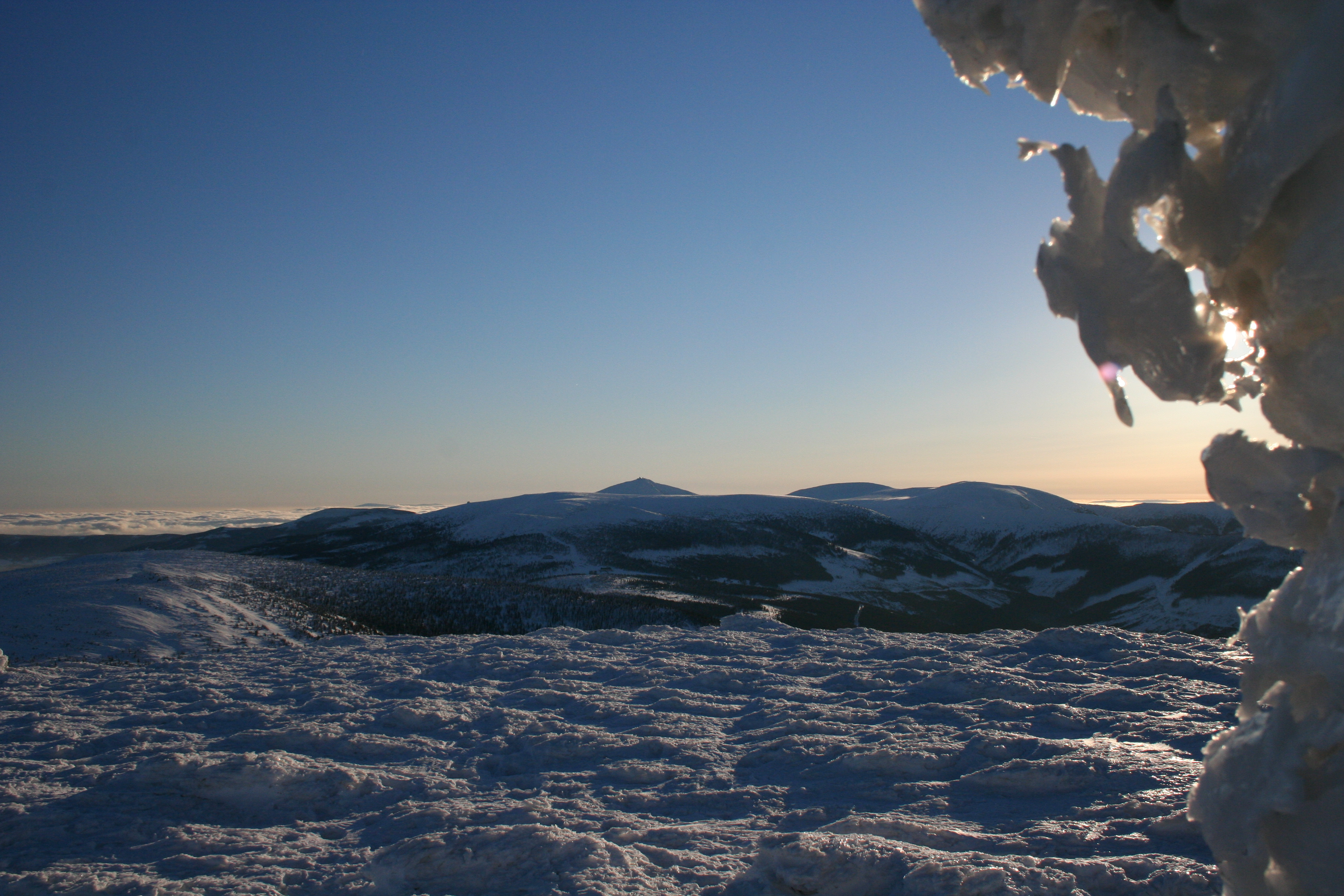
Śnieżka z Wielkiego Szyszaka

## Szlaki turystyczne
- Główny Szlak Sudecki oraz Droga Przyjaźni Polsko-Czeskiej: Szklarska Poręba – Szrenica – trawers Wielkiego Szyszaka – Przełęcz Karkonoska[7]